# Living After Midnight
 Living After Midnight  é uma canção da banda de heavy metal britânica Judas Priest, incluída no álbum British Steel de 1980 e lançada como single no mesmo ano, através da Columbia Records. Escrita por Rob Halford, Glenn Tipton e K.K. Downing, traz letras que tratam de hedonismo e da rebelião da juventude britânica das décadas de setenta e oitenta.
Desde seu lançamento, é tocada ao vivo na maioria da turnês desde a British Steel Tour. Uma curiosidade da canção é o trecho da letra: "I took the city 'bout one A.M", que é usualmente trocado durante das apresentações, dependendo da cidade em que a banda esteja. Um exemplo é no disco ao vivo  Rising in the East, em que Halford canta "I took Budokan 'bout one A.M", mudando a palavra pelo nome da cidade japonesa, que na ocasião era Budokan.
Chegou à posição 12 na UK Singles Chart, sendo a melhor posição de um de seus singles nesta parada musical até o momento.

## Faixas
| Vinil de 7" |                                                  |                          |         |  |
| N.º         | Título                                           | Compositor(es)           | Duração |  |
| 1.          | "Living After Midnight"                          | Halford, Tipton, Downing | 3:31    |  |
| 2.          | "Delivering the Gods" (ao vivo, gravada em 1979) | Halford, Tipton, Downing | 4:06    |  |

| Vinil de 12" |                                                  |                          |         |  |
| N.º          | Título                                           | Compositor(es)           | Duração |  |
| 1.           | "Living After Midnight"                          | Halford, Tipton, Downing | 3:31    |  |
| 2.           | "Delivering the Gods" (ao vivo, gravada em 1979) | Halford, Tipton, Downing | 4:06    |  |
| 3.           | "Evil Fantasies" (ao vivo, gravada em 1979)      | Halford, Tipton, Downing |         |  |